# Новик, Исаак Иосифович
Исаак Иосифович (Осипович) Новик (1891—1968, Киев, Украинская ССР, СССР) — украинский советский стоматолог, доктор медицинских наук (с 1953 года), профессор.

## Биография
Родился в 1891 году. В 1914 году окончил Киевскую зубоврачебную школу. С 194 по 1917 год служил в армии. В 1924 году окончил Одесский медицинский институт (ныне Одесский национальный медицинский университет).
В 1924—1934 годах работал главным врачом стоматологической поликлиники в г. Одессе; в 1932—1939 годах — ассистент, доцент кафедры стоматологии Одесского медицинского института и одновременно — проректор Украинского научно-исследовательского института стоматологии в Одессе (1934—1941).
В 1941—1947 годах служил в армии начальником челюстно-лицевого отделения госпиталя. С 1947 года заведовал кафедрой терапевтической стоматологии Киевского стоматологического института (ныне стоматологический факультет Национального медицинского университета имени А. А. Богомольца), с 1956 года — кафедрой терапевтической стоматологии Киевского медицинского института (ныне — Национальный медицинский университет имени А. А. Богомольца).
Область научных интересов: стоматология, вопросы санации полости рта у детей, применение пластмасс для протезирования зубов. В разное время был председателем организованного им Украинского общества стоматологов, почётным членом Всесоюзного научного общества стоматологов, несколько лет был председателем республиканской проблемной комиссии ученого Совета Министерства здравоохранения Украинской ССР.
Профессором И. И. Новиком было подготовлено и защищено 6 докторских и 37 кандидатских диссертаций.
Награждался орденом и медалями Советского Союза.
Скончался в 1963 году. Похоронен в Киеве на Байковом кладбище.

## Труды
И. И. Новик является автором около 140 научных работ, включая 6 монографий, посвященных детской стоматологии, диагностике раннего кариеса зубов. Среди них:
- Вопросы профилактики-кариеса зубов и санации полости рта у детей. Киев, 1958;
- Болезни зубов у детей. Киев, 1961;
- Пародонтоз (патогенез, клиника и лечение). Киев, 1964;
- Болезни зубов и полости рта у детей. М ,, 1974.